# Kleopatra I. Sirijka
Kleopatra I. Sirijka (grško starogrško Κλεοπάτρα Σύρα, Kleopátra Sýra)  je bila princesa Selevkidskega cesarstva, s poroko s Ptolemajem V. Epifanom  kraljica ptolemajskega Egipta  in od leta 180 pr. n. št. do 176 pr. n. št. regentka za svojega mladoletnega sina Ptolemaja VI. Filometorja,   * okoli 204 pr. n. št., † 176 pr. n. št.

## Življenje
Kleopatra je bila hčerka Antioha III. Velikega, kralja Selevkidskega cesarstva, in kraljice Laodike III.

### Kraljica
Leta 197 pr. n. št. je Antioh III. osvojil več mest v Mali Aziji, ki so bila pod oblastjo egipčanskega Ptolemajskega kraljestva. Rimljani so na pogajanjih Ptolemajcev s Selevkidi leta 196 pr. n. št. v Lisimahiji podprli Ptolemajce, zato je Antioh III. privolil v sklenitev miru in poroko svoje hčerke Kleopatre s Ptolemajem V. Zaroki leta 195 pr. n. št. je naslednje leto sledila poroka v  Rafi. Ptolemaj V. je bil star približno 16 let, Kleopatra pa približno 10. 
Ptolemajski vladarji so trdili, da je Kleopatra I. za doto dobila Kelesirijo,  zato mora njeno ozemlje ponovno pripasti Egiptu.  Po bitki pri Paniju leta 198 pr. n. št.  je Kelesirija ne glede na to ostala v posesti Selevkidov.
V Aleksandriji so Kleopatro imenovali Sirijka. V skladu s ptolemajskim kultom so jo po možu naslavljali s Theoi Epiphaneis, v skladu s starodavnimi egipčanskimi tradicijami pa z adelphe (sestra) Ptolemaja V. Na zboru svečenikov  v Memfisu leta 185 pr. n. št. so nanjo prenesli vse časti, ki jih je njen mož Ptolemaj V. dobil leta 196 pr. n. št. Leta 187 pr. n. št je bila imenovana za vezirja.

### Vladanje
Po moževi smrti leta 180 pr. n. št. je vladala v imenu njunega madoletnega sina Ptolemaja VI. Bila je prva samostojna ptolemajska kraljica Egipta. Trditev potrjujejo zapisi na papirusih iz obdobja 179-176 pr. n. št., na katerih se Kleopatra I. imenuje  Thea Epiphanes, njeno ime pa se piše pred sinovim. Kovala je svoj denar. Tudi na njem je bilo njeno ime zapisano pred sinovim. 
22. junija 2010 so arheologi v Tel Kadeshu v Izraelu blizu libanonske meje odkrili zlatnik z njeno podobo. Poročilo pravi, da gre za najtežji in najdragocenejši zlatnik, ki so ga kdaj našli v Izraelu.
Ptolemaj V. je malo pred svojo smrtjo nameraval začeti vojno proti Selevkidom. Kleopatra I. je potem, ko je po njegovi smrti postala samostojna vladarica, vse priprave na vojno proti svojemu bratu Selevku IV. Filopatorju takoj prekinila. Umrla je okoli leta 176 pr. n. št. 

## Otroci
S Ptolemajem V. je imela najmanj tri otroke, med njimi:
- Ptolemaja VI., rojenega okoli 186 pr. n. št.
- Kleopatro II., rojeno okoli 187-185 pr. n. št.
- Ptolemaja VIII., rojenega okoli 184 pr. n. št.